# Alto de El Angliru

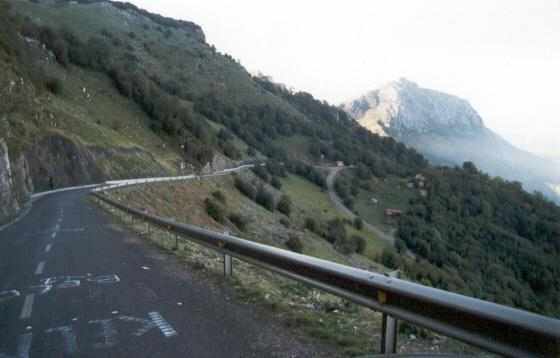
steilste deel, met een stijging van 23,6%, Cueña les Cabres (geitenpad)

De Alto de El Angliru (bijnaam: La Gamonal) (Asturisch: Alto de L'Angliru) is een steile bergweg, gelegen in Asturië, dicht bij La Vega-Riosa, in noordelijk Spanje. De Angliru is een van de zwaarste beklimmingen in het wielrennen, en werd al enkele keren opgenomen in de Ronde van Spanje.

## Steilte
De top van de klim bevindt zich 1570 meter boven zeeniveau. Het totale hoogteverschil van voet tot top bedraagt 1248 meter. De klim heeft een lengte van 12,5 kilometer en een gemiddeld stijgingspercentage van 10,1%.
De eerste vijf kilometers van de klim hebben een gemiddeld stijgingspercentage van 7,6%. Dit is al tamelijk steil, maar niet overdreven veeleisend voor fietsers van wereldklasse. De zesde kilometer biedt de renners zelfs de mogelijkheid om te ontspannen, met een stijgingspercentage van 2,1% en zelfs een korte afdaling. De laatste helft van de klim is lastiger. Van de zesde kilometer tot de top is het gemiddelde stijgingspercentage 13,1%. Het steilste deel, met een stijging van 23,6%, wordt de Cueña les Cabres (geitenpad) genoemd en bevindt zich ongeveer 3 kilometer van de top. Vanaf hier wordt de klim niet meer gemakkelijk aangezien er nog twee hellingen met stijgingspercentage 18% tot 21% zijn.

## Beklimmingen tijdens de Ronde van Spanje
De organisatoren van de Vuelta hebben lang gezocht naar een berg die kon wedijveren met Alpe d'Huez of de Mortirolo in de Ronde van Frankrijk respectievelijk de Ronde van Italië. El Angliru werd eerst in het parcours van de Vuelta opgenomen in 1999. Sindsdien is hij maar zeven keer beklommen, en toch is hij een van de meest gevreesde beklimmingen in de wielerwereld. Nadat de Angliru in het etappeschema van de Ronde van Spanje was opgenomen voegde de Ronde van Italië in 2003 de Monte Zoncolan toe om te wedijveren met de Spaanse beklimming.
Tijdens de 15e rit in de Vuelta van 2002 beklommen de renners de Alto de El Angliru in zware regen. Een onverwacht gevolg was dat sommige auto's het steilste deel van de beklimming niet konden oprijden. Sommige renners kwamen vast te zitten achter geblokkeerde teamauto's en anderen werden gedwongen om de berg met lekke banden op te rijden omdat de mecaniciens hen niet konden bereiken. De organisatoren kondigden achteraf aan dat zij overwogen de Alto de El Angliru in de toekomst niet meer in het parcours op te nemen. In 2008 werd de beklimming toch weer aangedaan tijdens de 63e editie van de Vuelta en de etappe werd toen gewonnen door Contador. Bij de volgende beklimming, in de Vuelta van 2011 kwam Juan José Cobo als eerste over de streep, maar nadat hij betrapt werd op dopinggebruik, ging de overwinning naar Wout Poels. In de etappe van 2013 won Kenny Elissonde. In 2017 won Alberto Contador de etappe naar de Angliru door in de aanval te gaan. Dit was ook de laatste overwinning in de carrière van Alberto Contador. In 2020 won Hugh Carthy.

## Winnaars van de etappes met aankomst op de Angliru
| Jaar | Etappe | Naam               | / Leider         |
| ---- | ------ | ------------------ | ---------------- |
| 1999 | 9e     | José María Jiménez | Abraham Olano    |
| 2000 | 16e    | Gilberto Simoni    | Roberto Heras    |
| 2002 | 15e    | Roberto Heras      | Roberto Heras    |
| 2008 | 13e    | Alberto Contador   | Alberto Contador |
| 2011 | 15e    | Wout Poels         | Juan José Cobo   |
| 2013 | 20e    | Kenny Elissonde    | Chris Horner     |
| 2017 | 20e    | Alberto Contador   | Chris Froome     |
| 2020 | 12e    | Hugh Carthy        | Richard Carapaz  |
| 2023 | 17e    | Primož Roglič      | Sepp Kuss        |